# Jesse Shera
Jesse Hauk Shera (Oxford, Ohio, 8 de diciembre de 1903 - 8 de marzo de 1982) fue un bibliotecario, documentalista e informatólogo estadounidense. Su influencia en la Biblioteconomía radica en que fue el primer bibliotecario en introducir los ordenadores en el quehacer documental. Fue uno de los máximos exponentes teóricos de la perspectiva biblioteconómica de la Documentación.

## Biografía
Nació el 8 de diciembre de 1903 en Oxford, Ohio (EE. UU.) dentro de una comunidad agraria y universitaria. Se graduó en secundaria en 1921 y estudió filología inglesa en la Universidad de Miami, licenciándose en 1925. Sus inquietudes intelectuales le llevaban por el estudio de las ciencias sociales e, incluso, de la química; estas inquietudes de corte científico le llevaría a aplicar un rigor similar a la Biblioteconomía.
Se doctora en la Universidad de Yale (1927), pero la situación económica empieza a empeorar (la crisis del 29 está muy próxima) y los licenciados en humanidades y ciencias sociales les cuesta encontrar trabajo. Vuelve a Oxford con la intención de entrevistarse con su amigo Raymond Hughes, rector de la Universidad de Miami, para pedirle ayuda, y éste le introduce en el mundo de las bibliotecas.
Jesse Shera no parece muy contento, pero dadas las circunstancias, acepta el puesto y trabaja como catalogador asistente (una especie de aprendiz de biblioteca) por horas en la biblioteca de dicha universidad durante el año académico 1927-1928. Su jefe Ned King le anima a que se matricule en la Escuela de Bibliotecas de la Universidad de Columbia. Sin embargo, no llega a empezar las clases debido a que Warren S. Thompson, director de la Fundación Scripps para la Investigación de la Población de Miami, se había quedado sin personal en la biblioteca cuando se jubiló su bibliotecaria. Shera, que por entonces deseaba casarse, aceptó el trabajo. Estuvo diez años y se convirtió en una bibliotecario investigador, empleando técnicas tanto estadísticas como bibliográficas; se interesa por las bibliotecas especializadas y, con ello, con una nueva profesión: el documentalista.
En los años 40, trabaja en la Biblioteca del Congreso en la oficina de servicios estratégicos como subjefe del centro de documentación de la división de investigación y análisis cerebral. Obtienen un doctorado en Biblioteconomía por la Universidad de Chicago en 1944 y, ese mismo año, es nombrado director asociado de las bibliotecas de dicha universidad.
En la década de los 50, sería presidente del comité de Bibliografía de la American Library Association (ALA) (1951-1952) y fue decado de la Escuela de Biblioteconomía de la Western Reserve University, donde implantó un programa pionero de automatización de bibliotecas. En 1953, junto a James Perry y Alan Kent fundaron el Center for Documentation and Comunication Research (CDCR), un centro asesor en sistemas de información a industria, gobierno y universidades.
Jesse Shera tuvo una labor fundamental en la edición de revistas. Ya en los años 30, se mostró crítico con las publicaciones sobre asuntos bibliotecarios, al considerarlos poco serias en cuanto a contenido y formas. Entre 1947 y 1959, participó como editor en revistas importantes como American Documentation o Journal of Cataloguin and Classification.
Falleció en 1982.

## Obra teórica
Jesse Shera fue el autor más importante junto a Samuel C. Bradford de la corriente teórica perspectiva biblioteconómica de la Documentación, corriente donde la Documentación está subordinada a la Biblioteconomía; también son llamadas definiciones de subordinación o infraposición.
Shera consideraba que hasta el final del siglo XX, la Biblioteconomía y la Documentación eran la misma disciplina que él llamó Organización Bibliográfica. Pero cuando el saber científico comenzó a utilizar las revistas como vehículo primordial de comunicación, la Biblioteconomía se centró en la educación universal y en el autoperfeccionamiento (dos axiomas básicos de las bibliotecas en EE. UU.); sin embargo, la Documentación tomó las técnicas y objetivos de las bibliotecas, y que los documentalistas fueron ampliando durante el siglo XX para poder mejorar la organización, utilización y reproducción de su material. En los años 50, sus tareas ya eran muy distintas.
En los años 60, Jesse Shera cambió sus estudios teóricos hacia otras vertientes distintas. Shera empieza a trabajar junto a Margaret Egan y, en menor medida, el sociólogo Douglas Waples en lo que llamarían como Epistemología Social, una disciplina que estudia las vías en que la sociedad puede acceder y utilizar la información. Esta disciplina también puede proporcionar un andamiaje para la producción, desarrollo, integración y consumo de la información a toda la sociedad. Por lo tanto, el bibliotecario se convierte en un excelente mediador entre los usuarios y el conocimiento. Es entonces cuando Jesse Shera sostiene que el éxito de una biblioteca dependerá cuando los necesidades de información del usuario se comprendan completamente. Estas reflexiones darán paso al último posicionamiento teórico de Shera, al considerar tan importante la automatización de las bibliotecas como los aspectos sociólogicos y humanísticos de las mismas.

## Obra técnica
Jesse Shera sugirió en 1935, que las bibliotecas de los institutos deberían usar microformas para el préstamo interbibliotecario. Además, también debería existir los mismos procesos automáticos en las tareas de catalogación y referencia. Este sería en comienzo de los procesos de automatización de bibliotecas a los que Shera dio preferencias sobre otros aspectos y, hasta mediados de la década de los 70, no equilibraría sus posiciones al respecto con otros asuntos como los aspectos sociales.
Uno de los procesos técnicos en los que se embarcó fue en la creación de un sistema automatizado de selección de documentos para la Central Information División Research and Analysis, nombre de la actual CIA.

## Premios y obras publicadas
Jesse Shera ha recibido los premios más importantes en Información y Documentación. Entre ellos, destaca la Medalla Melvil Dewey (1968) y el Premio Lippincott (1973), ambos otorgados por la American Library Association (ALA). Esta organización decidió crear dos premios con su nombre: uno destinado a premiar el mejor artículo anual sobre Documentación publicado en inglés; el segundo, para ayudar económicamente al mejor proyecto de investigación en sistemas de información.
También ha ganado el Premio ASIST al Mérito Académico en 1973 y la Medalla de Oro de la Fundación Prof. Kaula en 1976.
Jesse Shera ha publicado numerosos libros y artículos, entre ellos:
- Introduction to library science: basic units of library service (1976)
- The foundation of education for librarianship 1972). En 1990 se publicó en español bajo el título "Los fundamentos de la educación bibliotecológica". Editor: UNAM, ISBN 968-36-1745-X
- Sociological foundations of librarianship (1970)
- Documentation and the organization of knowledge (1966)
- Libraries and the organization of knowledge (1965)
- Information resources: a challegne to American science and industry (1958)
- Bibliografic organization (1951)